# Garten der zwei Ufer

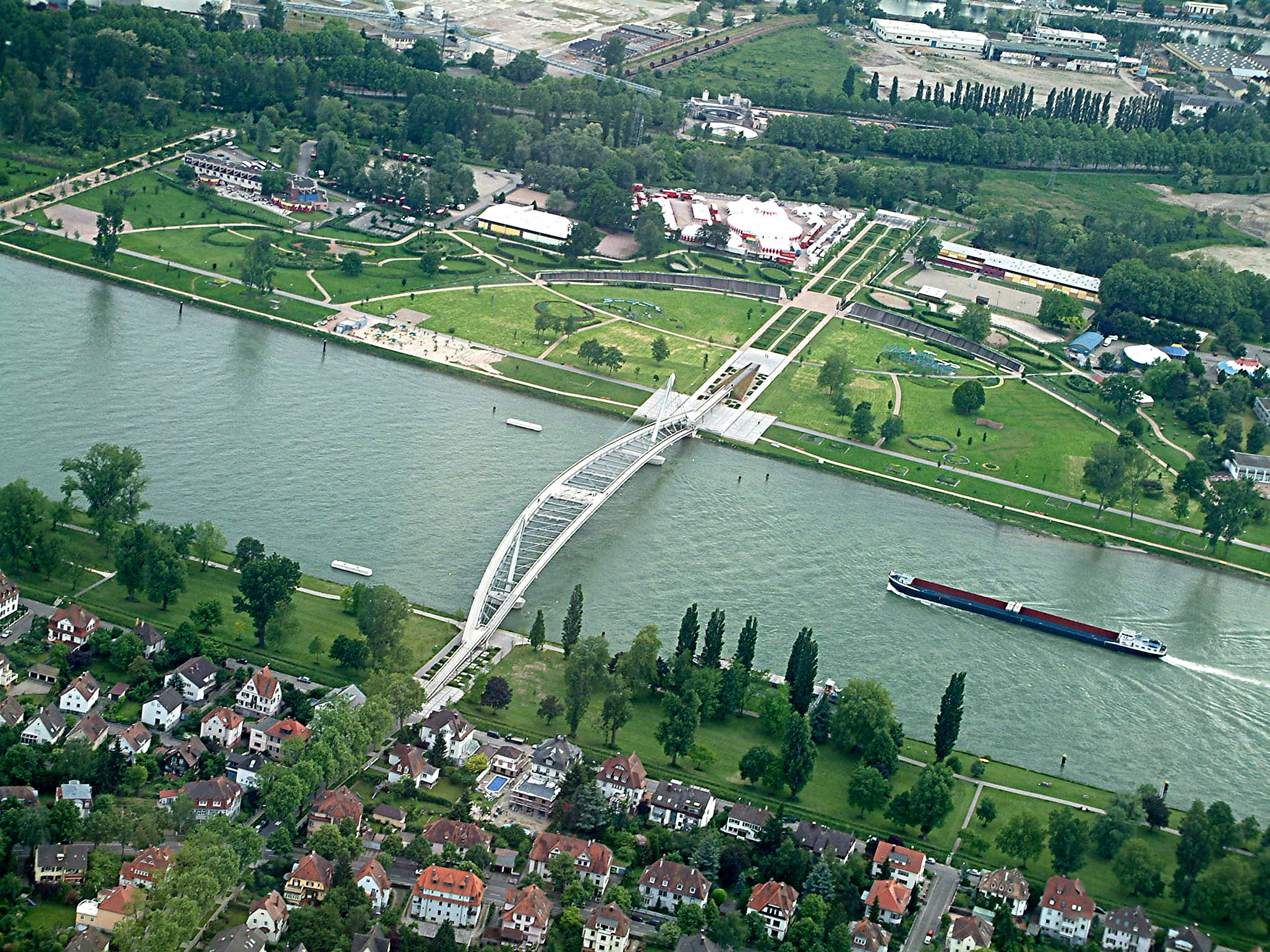
Luftaufnahme des Garten der zwei Ufer von Kehl aus

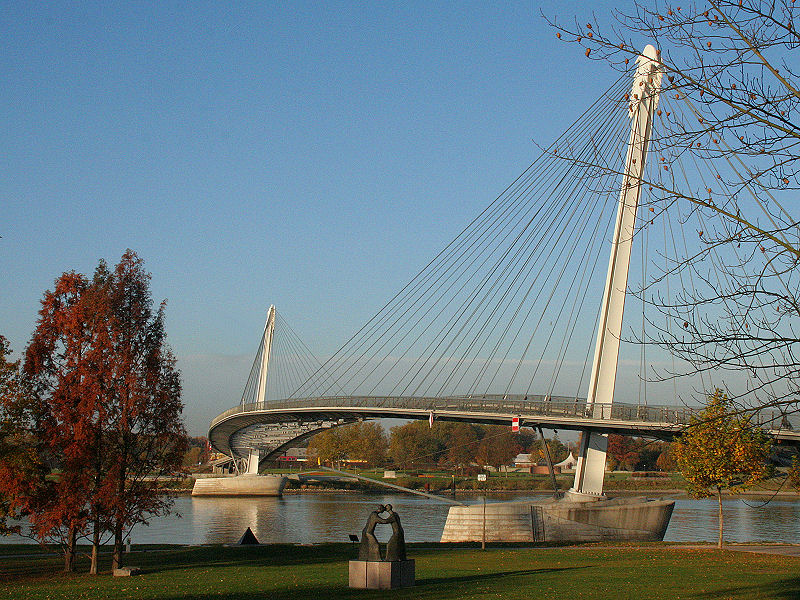
Passerelle des deux rives

Der Garten der zwei Ufer (französisch Jardin des deux rives) ist ein öffentlicher grenzüberschreitender Park zwischen den Städten Kehl in Deutschland und Straßburg in Frankreich. Er liegt auf den beiden Uferseiten des Rheins, die durch die Passerelle des Deux Rives miteinander verbunden sind, und wurde im Jahre 2004 im Rahmen der Landesgartenschau eröffnet. Die Fläche des Gartens beträgt etwa 40 Hektar, wobei auf den deutschen Teil 15 Hektar und auf den französischen Teil 25 Hektar entfallen.

## Geschichte

### Vorgeschichte
Erst durch die Rheinbegradigung von Johann Gottfried Tulla in der Mitte des 19. Jahrhunderts nahmen die Rheinufer in Kehl und Straßburg ihre gegenwärtige Form an, der Rhein wurde berechenbar und schiffbar. Durch die Eröffnung der Eisenbahnbrücke über den Rhein im Jahre 1861 gab es einen verstärkten Austausch zwischen den beiden Städten.
Auf dem Kehler Rheinufer wurde Anfang des 20. Jahrhunderts die vorgelagerte Kommissionsinsel zur Schaffung eines Wohnviertels erschlossen. Dazu wurde der zwischen der Stadt und der Insel verlaufende Rheinarm zu einem stehenden Gewässer gemacht. Seit dieser Zeit ist die Kehler Rheinpromenade ein Naherholungsgebiet für die Bevölkerung aus Kehl, Straßburg und aus dem Umland.
Das französische Rheinufer war nach dem Ersten Weltkrieg ein beliebter Freizeitbereich mit Sommergärten, Spielen und Konzertsälen. Im Jahre 1925 wurde dort ein Hippodrom gebaut, das während des Zweiten Weltkriegs als Übungsgelände für die Wehrmacht benutzt wurde. In den 1960er Jahren entstand an dieser Stelle mit dem Parc du Rhin eine Art Vorgänger des Garten der zwei Ufer. Dort befand sich u. a. ein Freibad, La Piscine du Rhin. Es wurde 1986 in das Erlebnisbad L'Océade umgebaut, das nach 10 Jahren seinen Betrieb wieder einstellte.

### Idee
Die Idee für einen grenzüberschreitenden Garten am Rheinufer geht auf den Straßburger Stadtrat und Künstler Michel Krieger zurück. Er präsentierte 1995 seine Vision eines symbolträchtigen Gartens der damaligen Straßburger Oberbürgermeisterin Catherine Trautmann: Der geschichtsträchtige Rhein solle einen Bedeutungswandel erfahren; anstatt zu trennen, solle er in Zukunft verbinden. Michel Krieger beschrieb dies folgenderweise:
„Dieser Garten wird ein Ort der Versöhnung sein. Der Versöhnung zweier Völker, zweier Kulturen, die damit nicht ihre Zurückgezogenheit zum Ausdruck bringen, sondern ihre Offenheit, die die Ausstrahlung des Rheingebietes ausgemacht hat.“

### Entstehung

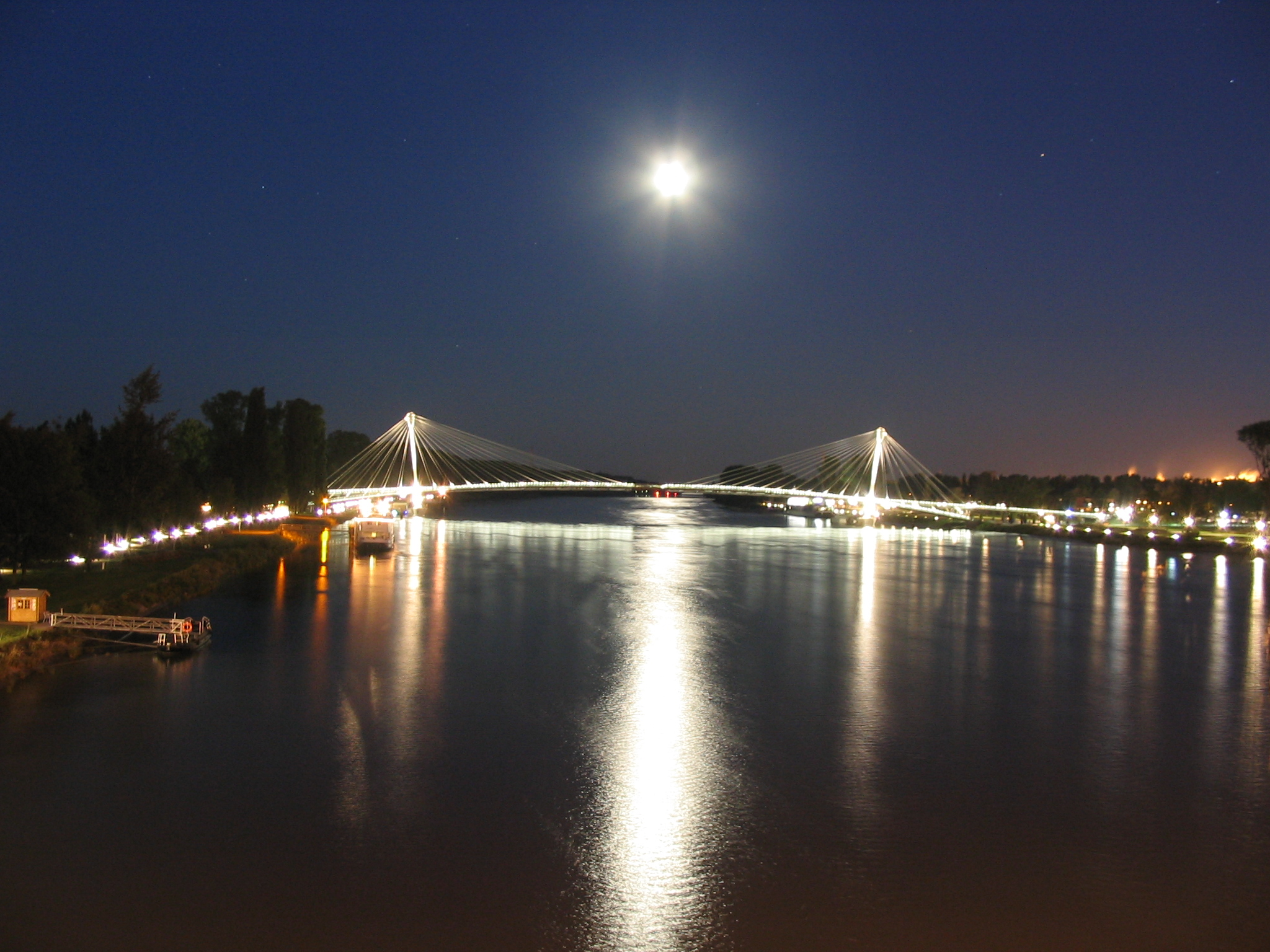
Passerelle des deux rives in der Nacht

Der Kehler Gemeinderat beschloss 1996, sich gemeinsam mit Straßburg für die Landesgartenschau 2004 mit einem grenzübergreifenden Bürgerpark zu bewerben und hielt dafür im Februar 1997 den Zuschlag. Daraufhin richteten Kehl und Straßburg einen europaweiten landschaftsplanerischen und städtebaulichen Wettbewerb Garten der zwei Ufer/Jardin des deux Rives aus. Den Zuschlag erhielt im Juli 1999 ein Entwurf des Landschaftsarchitekten Rüdiger Brosk und des Architekturbüros Agirbas/Wienstroer aus Essen/Gelsenkirchen. Dieser beinhaltete eine neue Brücke über den Rhein, die Teil eines grenzübergreifenden, kreisförmigen Rundwegs (Der Weg der Zeit) werden sollte. Im Folgenden konnten die Bürger beider Städte Ideen und Anregungen zu dem geplanten Park einbringen. Als neue Rheinbrücke für Fußgänger und Radfahrer wurde in einer getrennten Ausschreibung im Jahre 2000 der Entwurf des Pariser Architekten Marc Mimrams gewählt. Die 2001 neu gewählte konservative Stadtverwaltung Straßburgs unter Oberbürgermeisterin Fabienne Keller stellte den Entwurf des Garten der zwei Ufer und vor allem den Standort der neuen Rheinbrücke in Frage. Schließlich einigte man sich auf einen abgeänderten Entwurf des Parks mit der Brücke in seiner Mitte anstatt am südlichen Rand. Am 1. Februar 2003 begannen die Bauarbeiten für die Brücke. Im Rahmen der Eröffnung der Landesgartenschau wurden schließlich der Garten und die neue Brücke am 23. April 2004 eingeweiht. Seit dem Ende der Landesgartenschau ist der Garten der zwei Ufer für die Öffentlichkeit frei zugänglich.

## Sehenswürdigkeiten

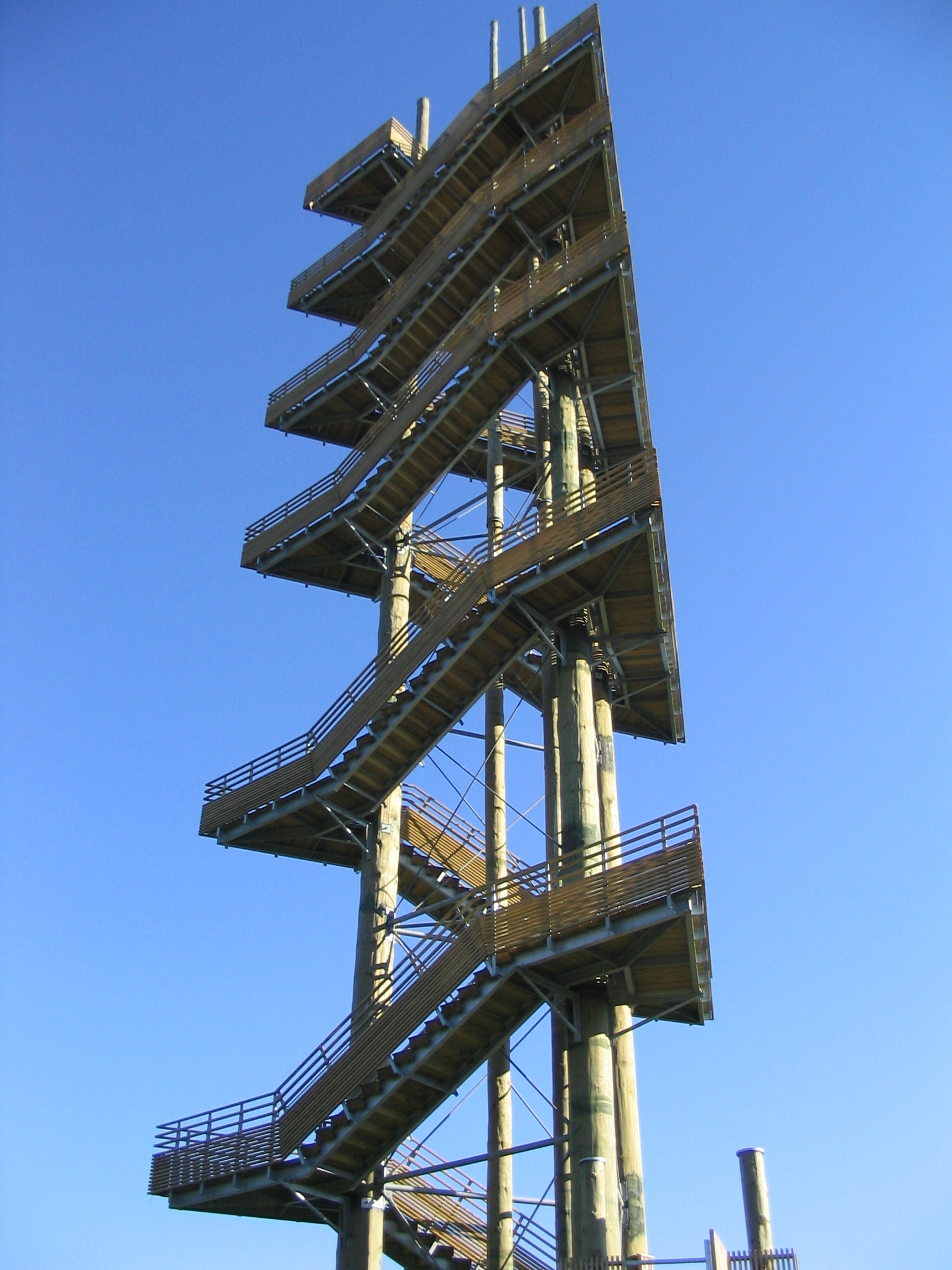
Weißtannenturm in Kehl

### Passerelle des deux rives
Die Passerelle des Deux Rives (deutsch Brücke der zwei Ufer) ist das Herzstück des Garten der zwei Ufer. Sie besteht aus zwei Stegen, die sich in der Mitte des Rheins auf einer großen Plattform treffen. Der kürzere Steg ist ausschließlich für Fußgänger, der längere Steg kann auch von Fahrrad- und Rollstuhlfahrern genutzt werden. Die Gesamtlänge der Brücke beträgt 387 Meter.

### Deutsches Rheinufer
- Weißtannenturm: Ein 44 Meter hoher Aussichtsturm, der 2003 errichtet wurde.
- Biblischer Garten: Ein Weg mit 17 Stelen, die einige wichtige Stationen des biblischen Glaubens darstellen. Auf der linken Seite stehen Motive des Alten Testaments, auf der rechten Seite Motive des Neuen Testaments. Den Abschluss des Weges bildet der Ökumenische Meilenstein.
- Der Pavillon UFO (Unbekanntes Forst Objekt) wurde in Form eines UFOs 2004 für die Landesgartenschau als Ausstellungsgebäude gebaut.
- Gedenktafel Alliance: Sie wurde an der Europabrücke zur Erinnerung an Widerstandskämpfer der Gruppe Réseau Alliance errichtet, die von der Gestapo am 23. November 1944 an dieser Stelle hingerichtet wurden.
- Bronzeplastik Begegnung des Münchner Bildhauers Josef Fromm, die am 1. Juli 1994 errichtet wurde. Heute steht sie in der Nähe der Passerelle. Der ehemalige Bürgermeister von Straßburg, Pierre Pflimlin, bezeichnete sie als „Symbol der gut nachbarschaftlichen Beziehungen zwischen Kehl und Strasbourg, zwischen Baden und Elsass und darüber hinaus zwischen Frankreich und Deutschland“.[7]
- Das Geschichtsband, eine Bronzeskulptur des Künstlers Kurt Tassotti, die 2010 errichtet wurde.[8]
- Eine Spielelandschaft mit einem Wasserband, das den Rhein mit dem nahegelegenen Altrhein verbindet.

### Französisches Rheinufer
- Wasserwand: Die Hauptattraktion auf der französischen Seite ist eine 250 Meter lange und zwischen zwei und fünf Meter hohe halbkreisförmige Wasserwand aus Naturstein, auf deren Krone man spazieren gehen kann. Am Fuße der Wand sind Wassergärten mit Seerosen und anderen Uferpflanzen angelegt.[9]
- Planetenweg: In der Verlängerung der Passerelle befindet sich ein 281,5 Meter langer Planetenweg im Maßstab 1:16 Mrd.
- Gedenkstein Alliance: Er wurde zur Erinnerung an 29 Widerstandskämpfer der Gruppe Réseau Alliance errichtet, die Ende November 1944, als Straßburg bereits befreit war, in Kehl, Bühl und Rastatt hingerichtet wurden.
- Gedenkstein Tassigny: Er erinnert an den Oberbefehlshaber der 1. französischen Armee, Marschall de Lattre de Tassigny.
- Temporäre Gärten: Die Jardins éphémères bestehen aus themenbezogenen Gärten von verschiedenen Gärtnern Frankreichs, die regelmäßig erneuert werden.[10]
- Izanai 2004: Ein aus zwei gewölbten Wänden bestehendes, begehbares Kunstwerk von Akio Suzuki.[11]
- Direkt am Rheinufer ist ein ehemaliger Bunker erhalten, der mittlerweile bemalt wurde.

### Direkte Umgebung
Circa 500 m nördlich von der Passerelle überquert die Europabrücke den Rhein. Auf beiden Rheinseiten befindet sich jeweils eine Jugendherberge, die in Luftlinie circa 650 Meter entfernt sind.
Auf der deutschen Rheinseite liegen mit dem Rosengarten, der Altrheinpromenade und dem Garten der Sinne mehrere Parkanlagen in direkter Nähe. Im Süden setzt sich der Garten der zwei Ufer mit dem Rheinauenwald am Rhein entlang fort, am Nordende liegt die 1914 erbaute Villa Schmidt.
Auf der französischen Rheinseite grenzen die Zirkusschule Graine de cirque und eine Reitschule direkt an den Garten der zwei Ufer.
Ein Teil dieser Anlagen wird manchmal auch als integraler Bestandteil des Garten der zwei Ufer angesehen. Daraus ergibt sich statt der Fläche von etwa 40 Hektar eine Fläche von insgesamt etwa 56 Hektar.

## Kultur und Freizeit

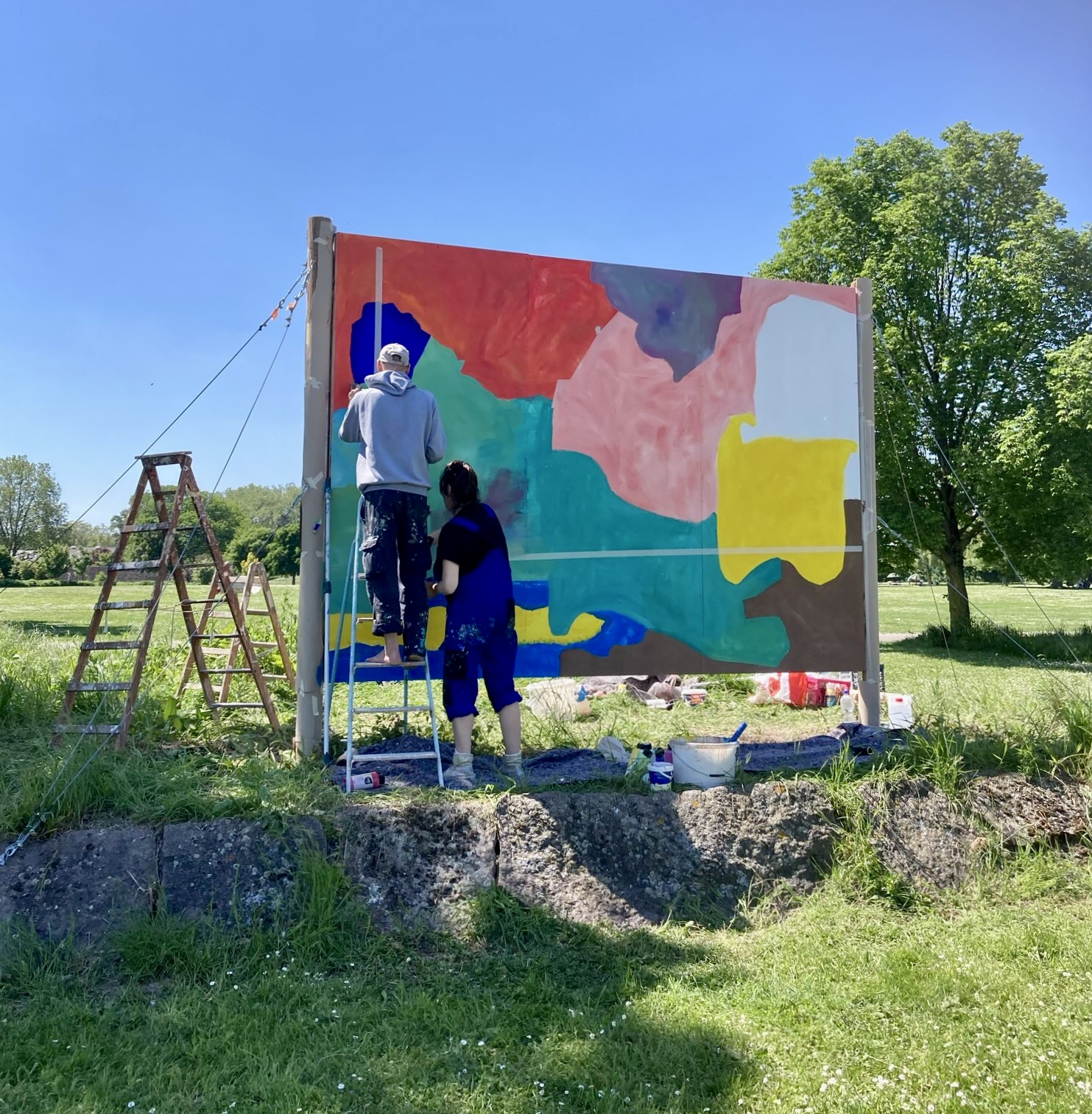
Solweig de Barry und Johannes Mundinger bemalen eine Wand für ein Kunstprojekt im Garten der zwei Ufer, Straßburg

- Seit 2005 organisieren die Straßburger Philharmoniker jeden Sommer auf dem französischen Rheinufer ein kostenloses Open-Air-Konzert, die Symphonie des Deux Rives.[17]
- Der Verein Garten//Jardin, der 2001 in Kehl und Straßburg gegründet wurde, organisiert regelmäßig Veranstaltungen rund um das Thema des Garten der zwei Ufer. Unter anderem gibt es ein monatliches Treffen (Café//Kuchen) auf der Plattform der Passerelle des Deux Rives.[18]
- Im Sommer finden in der Guinguette du Rhin Tanzveranstaltungen statt.[19]
- In dem Pavillon UFO werden wechselnde Ausstellungen im Bereich Umwelt organisiert, er wird außerdem als Unterrichtsraum benützt.[20]
- In unregelmäßigen Abständen findet auf beiden Rheinseiten das Rheinfest statt.[21]
- Die Trommlergruppe Sokan veranstaltet jeden Sommer am Rheinufer Konzerte zum Mitmachen.[22]
- In der Feldscheune direkt neben dem Weißtannenturm finden regelmäßig Feste, Märkte und Ausstellungen statt.[23]
- Auf dem Kehler Rheinufer befindet sich ein Trimm-dich-Pfad mit 20 Stationen.
- Künstler bemalen jährlich eigens dafür aufgestellte Plakatwände, die den Sommer über gezeigt werden. Es sind pro Ufer vier Wände mit je zwei bemalten Seiten, auf der deutschen Seite seit 2004,[24] auf der Straßburger Seite seit 2021.[25]

## Anbindung
- Mit den Buslinien 2 und Straßenbahn D der CTS, Haltestelle Jardin des deux rives, oder vom Bahnhof Kehl zu Fuß in etwa 300 Metern.

## Sonstiges
- Während des NATO-Gipfels 2009 wurden die Staats- und Regierungschefs von der Bundeskanzlerin Angela Merkel am 4. April auf die Plattform der Passerelle geführt. Sie trafen dort auf den französischen Präsidenten Nicolas Sarkozy, der von dem französischen Ufer aus ankam. Die Passerelle ist auf dem Logo des NATO-Gipfels abgebildet.[26]
- Der Garten der zwei Ufer bildet den Treffpunkt von zwei Jakobswegen: Dem Kinzigtäler Jakobusweg sowie dem Elsässer Jakobsweg.[27]